# Fremdsprachenpolitik
Die Sprachsoziologie bezeichnet Fremdsprachenpolitik (Schulsprachenpolitik) als die Politik eines Staates hinsichtlich der Fremdsprachen, welche in den öffentlichen Ausbildungsstätten (Schulen, Universitäten usw.) verpflichtend oder fakultativ  angeboten werden. Das Angebot ist in erster Linie ein Ausdruck wirtschaftlicher und außenpolitischer Zielsetzungen und Schwerpunkte. 
Beispiele: 
- Als Folge des zwischen Frankreich und Preußen unter Beteiligung der süddeutschen Staaten geführten Krieges 1870–1871 wurden im Frankfurter Frieden von 1871 Teile Ostfrankreichs, der überwiegende Teil der beiden elsässischen Départements und ungefähr die Nordhälfte des benachbarten Lothringen an das (1871 während des Krieges gegründete und von Preußen angeführte) Deutsche Kaiserreich abgetreten.

Dabei wurde auch französischsprachiges Gebiet annektiert. Alle annektierten Gebiete wurden als sogenanntes „Reichsland Elsass-Lothringen“ kein den anderen Teilstaaten gleichrangiges Gebiet, sondern wurden ähnlich einer Kolonie von Behörden des Reichs und Preußens verwaltet. Erst 1911 wurde Elsass-Lothringen den übrigen deutschen Bundesstaaten gleichgestellt. Französischsprachige Gemeinden und Familien Elsass-Lothringens sahen sich ähnlich wie die polnischsprachigen Regionen Preußens Germanisierungs- und Assimilationsversuchen ausgesetzt. Nur teilweise blieb dort das Französische Schul- und Amtssprache.
In der Zwischenkriegszeit galt die französische Sprache gesetzlich als alleinige Amts- und Schulsprache, auch für die deutschsprachige Bevölkerung (siehe auch Geschichte des Elsass#1918–1945).
- Im Königreich Ungarn gelang es den Magyaren nach einer systematischen und bürokratisch durchaus gewaltsamen Magyarisierungskampagne Ende des 19. Jahrhunderts, eine (knappe) magyarische Bevölkerungsmehrheit herbeizuführen.[2]

Zuvor waren die Magyaren während des größten Teils ihrer Geschichte in ihrem Königreich in der Minderheit; die Mehrheit sollte dazu dienen, ihren Anspruch auf politische Vorrechte zu festigen.
- In der Volksrepublik Polen musste ab dem Jahr 1945 die restliche zurückgebliebene Bevölkerung Oberschlesiens, sowohl die deutsch- wie die polnischsprachige, Diskriminierungen von Seiten des polnischen Staates erdulden. Der polnische Staat machte es sich zum Ziel, die Oberschlesier, die er zu „germanisierten Polen“ erklärte, zu „repolonisieren“. So wurde der Gebrauch der deutschen Sprache sowohl im öffentlichen Leben, in Kirchen und Schulen, als auch im Privatleben verboten.[3] Um den Kontakt mit der deutschen Sprache zu vermeiden, wurde nirgendwo in sämtlichen oberschlesisch bewohnten Gegenden Deutsch als Fremdsprache unterrichtet. Die deutsche Sprache konnte nur heimlich (und mit Angst erwischt zu werden) ausgeübt werden. Durch die lange Zeitspanne hatten eine bis drei Generationen nicht die Möglichkeit, die Muttersprache ihrer Vorfahren zu erlernen.